# Mikrofilament
Mikrofilamenti su tanke bjelančevinske niti. Zbog toga što su premalene (7 nm) da bi se mogle zamijetiti svjetlosnim mikroskopom, otkrivene su elektronskom mikroskopijom.
Uglavnom su građene od aktina. Građeni su od dva međusobno isprepletena lanca aktina i nalazimo ih u citoplazmi kod svih stanica, gdje su povezani aktin-veznim bjelančevinama u snopove ili mrežu. Najveća gustoća mikrofilamenta je kod stanične membrane. Često se javljaju skupa s mikrocjevčicama, naprimjer, u ranoj profazi neposredno ispod plazmatske membrane nastaje gusti snop mikrocjevčica i mikrofilamenata u obliku predprofaznog prstena koji podupiru fragmosom.
Mikrofilamenti su redovna pojava u eukariotskim stanicama gdje su stalni dio građe (stanični kostur), kao što su mišićne stanice. Ondje tvore miofibrile, nositelje mišićne kontrakcije. Važni su dio staničnog kostura. Mikrofilamenti i intermedijarni filamenti tvore mrežu niti koja se pruža kroz stanicu, a mikrotubuli su potporni nosači unutar citoplazme. Pojavljuju se i u stanicama koje mijenjaju oblik ili se moraju kretati.
Glavna organizacijska središta mikrotubula i mikrofilamenata u stanici su stanična tjelešca koja zovemo centrosomi. Mikrofilamenti imaju ulogu u strujanju citoplazme i prijenosu tvari unutar nje, osim toga imaju vrlo važnu ulogu u stvaranju diobenog vretena za vrijeme diobe stanice. Postoje dokazi da imaju ulogu i u ameboidnom kretanju iako to nije još u potpunosti razjašnjeno. Intermedijarni mikrofilamenti su veličinom manji od mikrofilamenata, a omogućuju vraćanje stanice u svoj prirodan oblik.
Glavne zadaće aktinskih mikrofilamenata su održavanje oblika stanice, promjene oblika stanice, mišićna kontrakcija, pokretanje (strujanje) citoplazme i dioba stanice (tvorba kontraktilnog prstena).
Mikrofilamente dijelimo na aktinske i miozinske mikrofilamente.